# Korea Superconducting Tokamak Advanced Research
Korea Superconducting Tokamak Advanced Research (kurz KSTAR) ist ein supraleitendes Fusionsexperiment des Fusion Research Institutes in Daejeon in Südkorea. Das Projekt wurde im Jahr 1995 genehmigt, aber der Bau wurde von der ostasiatischen Finanzkrise erheblich verzögert. KSTAR ist auch Teil des Fusionsexperimentes ITER. Das erste Plasma wurde am 15. Juli 2008 gezündet.

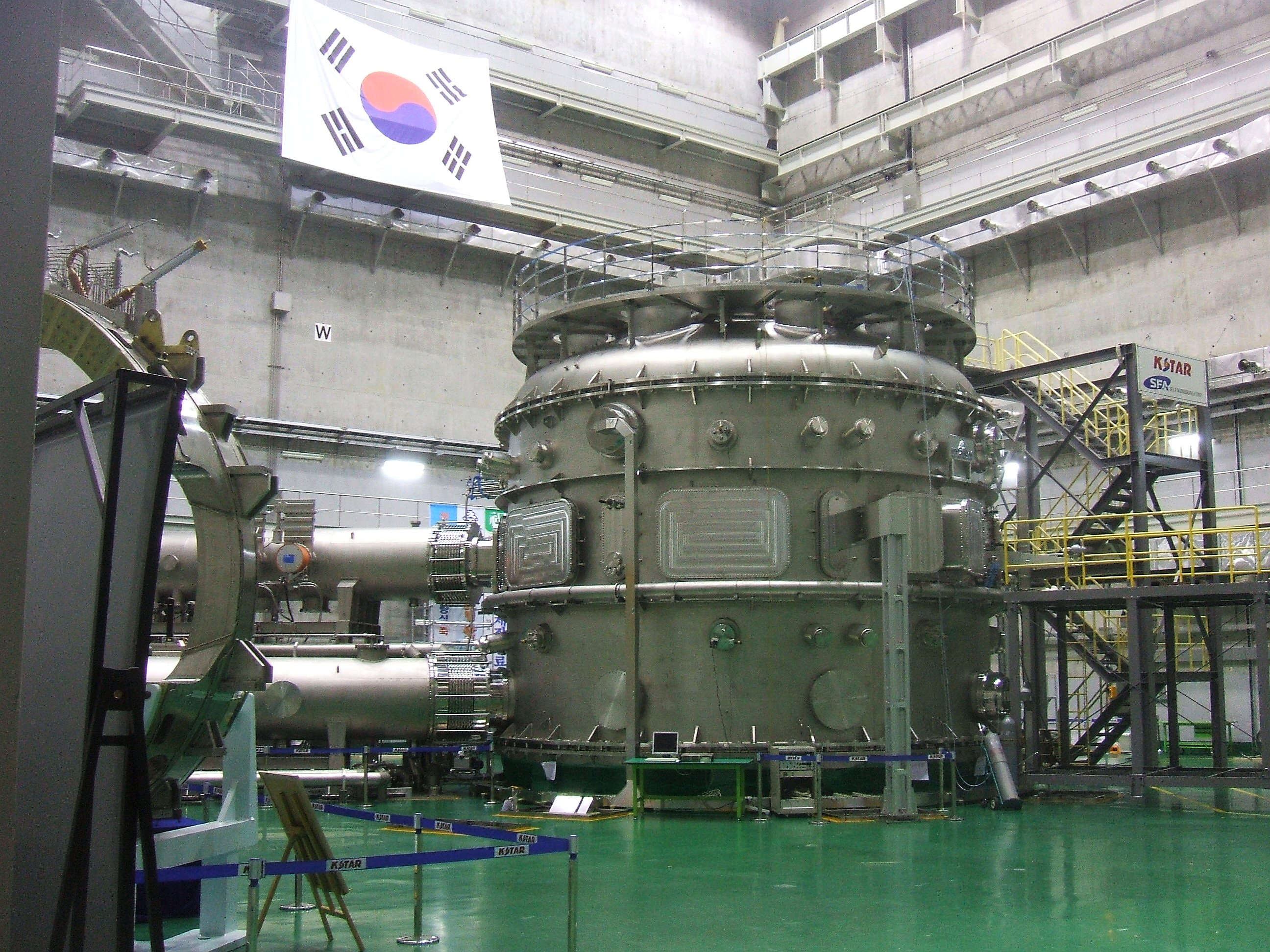
Fusionsexperiment KSTAR (Typ Tokamak)

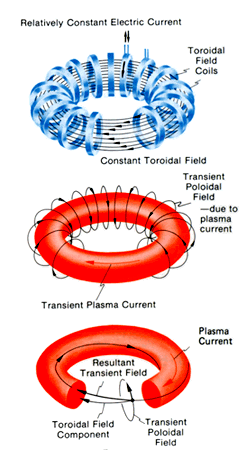
KSTAR-Magnetsystem (Blau Toroidalfeld / Rot Poloidalfeld)

KSTAR war eines der ersten Fusionsexperimente des Typs Tokamak in der Welt mit einem supraleitenden Magnetsystem. Das KSTAR-Magnetsystem besteht aus 16 Niob-Zinn-Gleichstrom-Toroidalfeld-Magneten, 10 Niob-Zinn-Wechselstrom-Poloidalfeld-Magneten und 4 Niob-Titan-Wechselstrom-Poloidalfeld-Magneten. Das maximale Toroidalfeld von 3,5  Tesla erlaubt einen maximalen Plasma-Strom von 2 Megaampere. Wie bei anderen Tokamaks-Experimenten wird das Plasma durch Zyklotron-Resonanzheizung sowie durch die Injektion von Neutralteilchen geheizt. Die anfängliche Heizleistung des Experimentes betrug 8 Megawatt. Das Experiment wird mit Wasserstoff oder Deuterium betrieben. Es sind Plasmapulse bis zu 300 Sekunden Dauer geplant.
Ende 2016 konnte ein Plasma im H-Modus (high-confinement mode) 70 Sekunden lang aufrechterhalten werden.
Im April 2024 gab KSTAR bekannt, dass nach einem Upgrade auf Divertoren aus Wolfram der H-Modus für 100 Sekunden aufrechterhalten werden konnte und Plasmatemperaturen von 100 Millionen Grad Celsius für 48 Sekunden.